# Listă de filme SF thriller
Listă de filme științifico-fantastice thriller în ordine alfabetică:

## O-9
- 10 Cloverfield Lane (Strada Cloverfield 10, 2016)
- The 5th Wave (Al 5lea val, 2016)

## A
- Air (Aer, 2015)
- Alien Hunter (Alien: Vânătoarea, 2003)
- Aliens (Aliens - Misiune de pedeapsă, 1986)
- The Andromeda Strain (Germenul Andromeda, 1971)
- The Astronaut's Wife (Soția astronautului, 1999)

## B
- Bombshell (1997)
- A Boy and His Dog (1975)
- The Butterfly Effect (Zbor de Fluture, 2004)
- The Butterfly Effect 2 (Zbor de Fluture 2, 2006)
- The Butterfly Effect 3: Revelations (Zbor de Fluture 3: Apocalipsa, 2009)

## C
- Captain America: Civil War (Căpitanul America: Război civil, 2016)
- Cell (2016)
- Chain Reaction  (Reacție în lanț, 1996)
- Children of Men (Copiii tatălui, 2006)
- Chronicle (Cronici, 2012)
- Colossus: The Forbin Project (1970)
- Cypher (2002)

## D
- The Darkest Hou (Vremuri întunecate, 2011)
- The Day of the Dolphin (Ziua delfinului, 1973)
- Déjà Vu (Dincolo de trecut, 2006)
- District 9 (2009)
- Doom (2005)
- Doomwatch (1972)
- Donnie Darko (2001)
- Doppelgänger (Diavolul din interior, 1969)

## E
- Ex Machina

## F
- Final Fantasy VII: Advent Children
- The Final Programme
- Firestarter
- Frequency

## G
- Geostorm
- God Particle
- Gravity

## H
- The Host (2013)
- The Hunger Games
- The Hunger Games: Catching Fire
- The Hunger Games: Mockingjay – Part 1
- The Hunger Games: Mockingjay – Part 2

## I
- In Time (În timp, 2011)
- Inception (Începutul, 2010)
- Infected (Dublă identitate, 2008)
- The Invasion (Invazia, 2007)

## J
- Jurassic Park
- Jurassic World

## K
- The Kindred (1987)
- Kingsglaive: Final Fantasy XV (2016)

## L
- Life (Viață, primele semne) (2017)
- The Lobster
- Looper

## M
- Marooned (Naufragiați în spațiu, 1969)
- The Matrix (Matrix, 1999)
- The Maze Runner (Labirintul: Evadarea (2014)
- Maze Runner: The Death Cure (2017)
- Megaville  (1991)
- Mindwarp (Brain Slasher, 1992)
- Minority Report (Raport Special, 2002)

## O
- Okja (2017)
- OtherLife (2017)

## P
- Pandemic
- Pitch Black
- Project Almanac
- Project X (1987)
- The Purge. Noaptea judecății (2013)

## R
- Race to Witch Mountain (Cursa spre Witch Mountain, 2009)
- Red Planet (Planeta Roșie, 2000)
- RoboCop (2014)
- Rogue One (Rogue One: O poveste Star Wars, 2016)

## S
- S. Darko (2009)
- Scream and Scream Again (1970)
- The Signal (Semnalul, 2014)
- Signs (Semne, 2002)
- Silent Warnings (Cercurile, 2003)
- Skyline (2010)
- A Sound of Thunder (Vânătoare fatală, 2005)
- Source Code (Transfer de identitate, 2011)
- Southbound (2015)
- Storm (Furtuna, 1999)
- Super 8 (2011)

## T
- Terminator 2: Judgment Day
- Terminator 3: Rise of the Machines
- The Terminator
- The Thirteenth Floor
- They Crawl
- Time Renegades  (Hangul: 시간이탈자; hanja: 時間離脫者; RR: Siganitalja)
- Time Teens
- Timing  (Hangul: 타이밍; RR: Taiming)

## V
- Vanilla Sky
- Venom

## W
- Westworld
- WXIII: Patlabor the Movie 3  (WXIII 機動警察パトレイバー Weisuteddo Sātīn Kidō Keisatsu Patoreibā)

## X
- XChange (2000)